# Alfred Fleckeisen

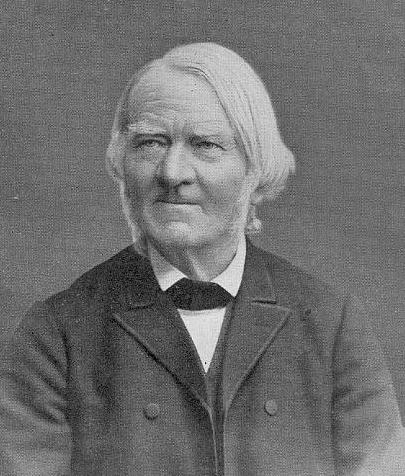
Alfred Fleckeisen

Carl Friedrich Wilhelm Alfred Fleckeisen (* 20. September 1820 in Wolfenbüttel; † 7. August 1899 in Dresden) war ein deutscher Philologe und Gymnasiallehrer.

## Leben
Fleckeisen besuchte das Gymnasium in Helmstedt von 1829 bis 1839. Anschließend studierte er Philologie an der Georg-August-Universität Göttingen. Seine Lehrer waren unter anderen Friedrich Wilhelm Schneidewin, Ernst von Leutsch und Friedrich Wieseler. Im Herbst 1845 absolvierte er in Wiesbaden das Staatsexamen und trat zu Ostern 1846 den Lehrdienst am Gymnasium in Weilburg als Latein- und Griechischlehrer an.
Im Jahr 1851 wurde er an das Blochmannsche Institut in Dresden berufen, das er jedoch schon 1854 wieder verließ, um am städtischen Gymnasium in Frankfurt am Main gemeinsam mit Johannes Classen zu lehren. Am 17. Oktober 1856 verlieh ihm die philosophische Fakultät der Universität Greifswald die Ehrendoktorwürde, um seine wissenschaftliche Arbeit auszuzeichnen. 1874 wurde er als ordentliches Mitglied in die Königlich Sächsische Gesellschaft der Wissenschaften aufgenommen.
Fleckeisen kehrte 1861 nach Dresden zurück und begann am Vitzthumschen Gymnasium als Konrektor zu arbeiten. Dort lehrte er bis zu seiner Pensionierung im Jahr 1889. Fleckeisen verstarb 1899 in Dresden und wurde auf dem Trinitatisfriedhof beigesetzt.
Bekannt wurde Fleckeisen als Redakteur der Jahrbücher für Philologie und durch seine Arbeiten zu Plautus und Terenz. Eine lebenslange Freundschaft verband ihn mit Friedrich Ritschl.